# 郡司あやの
郡司 あやの（ぐんじ あやの、本名：郡司 彩乃（読み同じ）、1988年5月24日 - ）は、日本の元女優、元子役である。

## 来歴・人物
- 東京都出身。
- 日出女子高等学校卒業。同級生には新垣結衣、多部未華子、佐津川愛美、森絵梨佳、HALCA（HALCALI）、石田未来、星井七瀬などがいた。
- ニチエンプロダクションを経て現在はクィーンズアベニューアルファ所属。
- 女の子4人のダンスボーカルユニット「KING」のメンバーでもある。
- 芸能人女子フットサルチーム「chakuchaku J.b」に所属していたが、2007年12月16日の「メルシートゥフェスタ2007 X'masParty2」をもって退団した。
- 2007年以降の芸能活動は明らかでなく、既に引退したものとみられる。

## 出演

### テレビドラマ
- ハッピーマニア（1998年、フジテレビ） 第12話 - 加代子の娘 役
- カバチタレ!（2001年、フジテレビ） - 主人公・田村希美の子供時代 役
- 3年B組金八先生（TBS） - 西尾浩美 役
  - 第7シリーズ（2004年10月15日 - 2005年3月25日）
  - スペシャル11「未来へつなげ 3B友情のタスキ～たった一人の卒業式…3Bの絆は再び迫る薬物依存の魔の手から仲間を救い出せるのか!?」（2005年12月30日）
  - 3年B組金八先生ファイナル～「最後の贈る言葉」（2011年3月27日）
- ドラゴン桜（2005年、TBS） - 水野直美の友人 役
- 天使の梯子（2006年、テレビ朝日）
- ヒミツの花園（2007年、フジテレビ） 第2話

### バラエティ
- ポンキッキーズ21
- 恋するフットサル

### 映画
- 男前 〜泣いて笑って泥まみれ〜（2005年） - 麻生志津子 役

### 舞台
- ミュージカル　『美少女戦士セーラームーン』　ちびムーン/ちびうさ役　(1998年-2000年)
- アルゴミュージカル あんず - あんず（少女時代）役
- ピヴォ☆ガール（フットサルFESTA!!）

### CM
- ジャスコ「父の日篇」

## 書籍

### 写真集
- えにっき（1998年）